# Željko Savić
Željko Savić (in serbo Жељко Савић?; Bihać, 18 marzo 1988) è un ex calciatore serbo, di ruolo difensore.